# Garni hotel Astoria (Jáchymov)
Hotel Astoria je lázeňský hotel v Jáchymově, součást společnosti Léčebné lázně Jáchymov a. s.

## Historie
V období po vzniku lázní v Jáchymově vyrostla v dolní části města řada nových hotelů a penziónů. V sousedství kaple sv. Barbory stojící v té době na svém původním místě naproti Lázeňské budově (Agricola) tak vyrostl blok několika domů.
Nejprve zde v letech 1912–13 jáchymovský stavitel a podnikatel Franz Rehn postavil penzión Rosenhof. Jedná se o třípatrovou budovu, na jejíž fasádě Rehn předvedl řadu secesních motivů. Nalevo od Rehnova penziónu postavil v letech 1913–14 stavitel Hugo Schöberl čtyřpatrovou budovu zdobenou ve stylu pozdní secese. Tato budova byla postavena pro Johanna Seidla, místního obchodníka a v této době zároveň starostu Jáchymova. Proto byla budova nazvána Vila Seidl. Napravo od svého penzionu postavil Franz Rehn další budovu – Kurhaus Astoria. Postavil ho pro Josefa Wahla během roku 1914. Další výstavba byla ukončena vypuknutím I. sv. války.
Po vzniku Československa postavil Franz Rehn v řadě budov další penzión – Marienheim. V roce 1926 byl k Astorii přistavěn lázeňský ústav a na počest lázeňského lékaře Dr. Maxe Heinera byla tato budova pojmenována v roce 1927 na Vila Heiner. Tento název byl po II. sv. válce změněn na Astoria II.
Zároveň bylo prostranství na druhé straně komunikace z Ostrova nad Lázeňskou budovou upraveno na lázeňský park. U komunikace byly podél silnice vybudovány drobné obchodní objekty. Ty byly rovněž architektonicky řešeny a zdobeny nárožními vížkami, hrázděním a vyřezávanými prvky. Do parku byl umístěn i hudební pavilon s přilbovitou střechou.
Postupem doby byly jednotlivé budovy propojeny a vznikl tak Garni hotel Astoria. Renovace budov a vnitřní přestavba proběhla v roce 2002. 

## Služby
Hotel Astoria nabízí ubytování, přičemž stravu poskytuje formou bufetu. Plnohodnotné stravování poskytuje restaurace U Vodopádu. Procedury a wellness služby poskytuje aquacentrum Agricola. Hotel je vybaven úschovnou lyží a kol. V objektu je umístěno návštěvnické informační centrum lázní s prohlídkovou štolou Astoria.

## Galerie

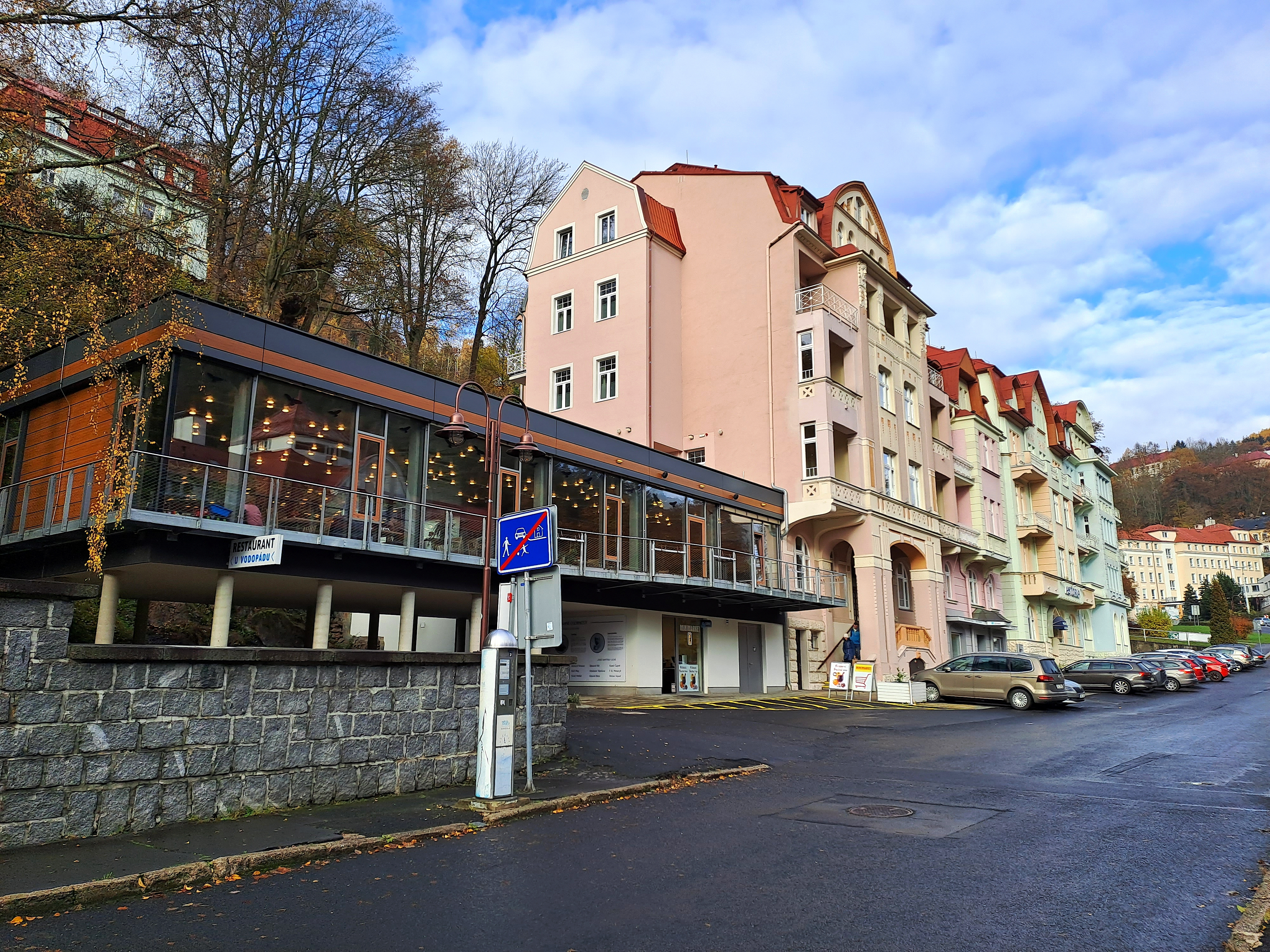
Astoria s restaurací U Vodopádu
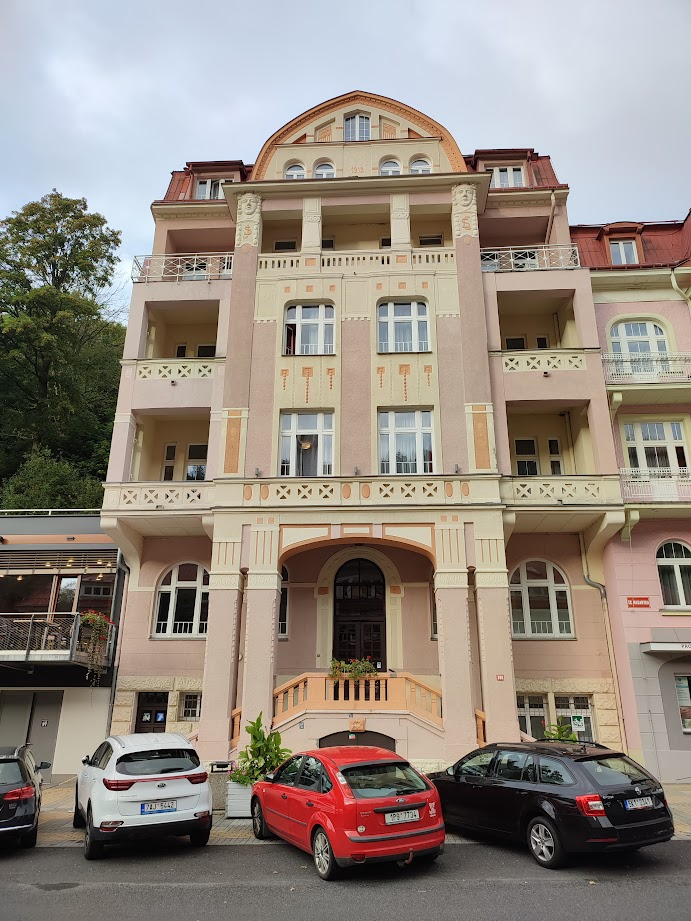
Část hotelu
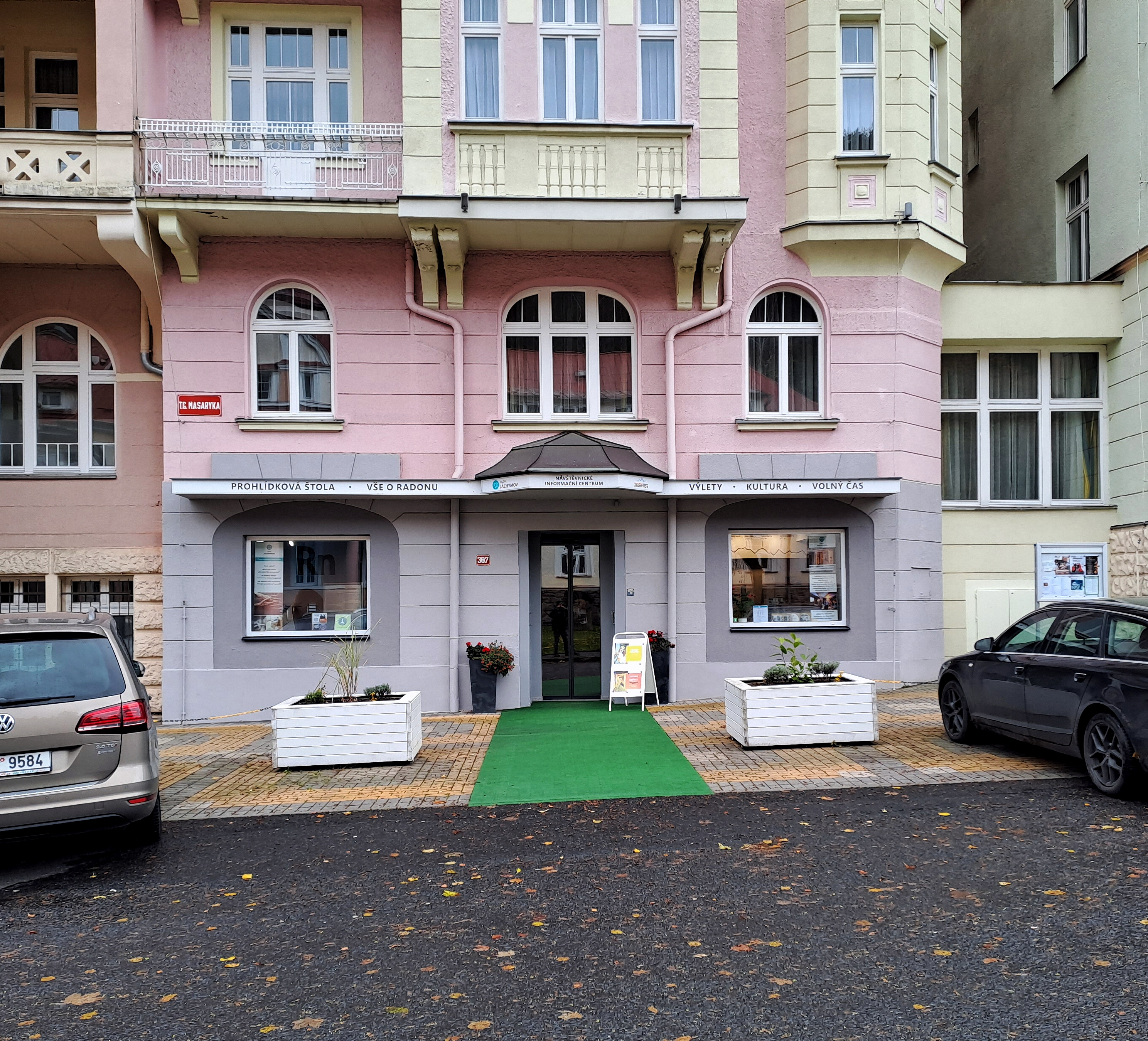
Vchod do informačního centra
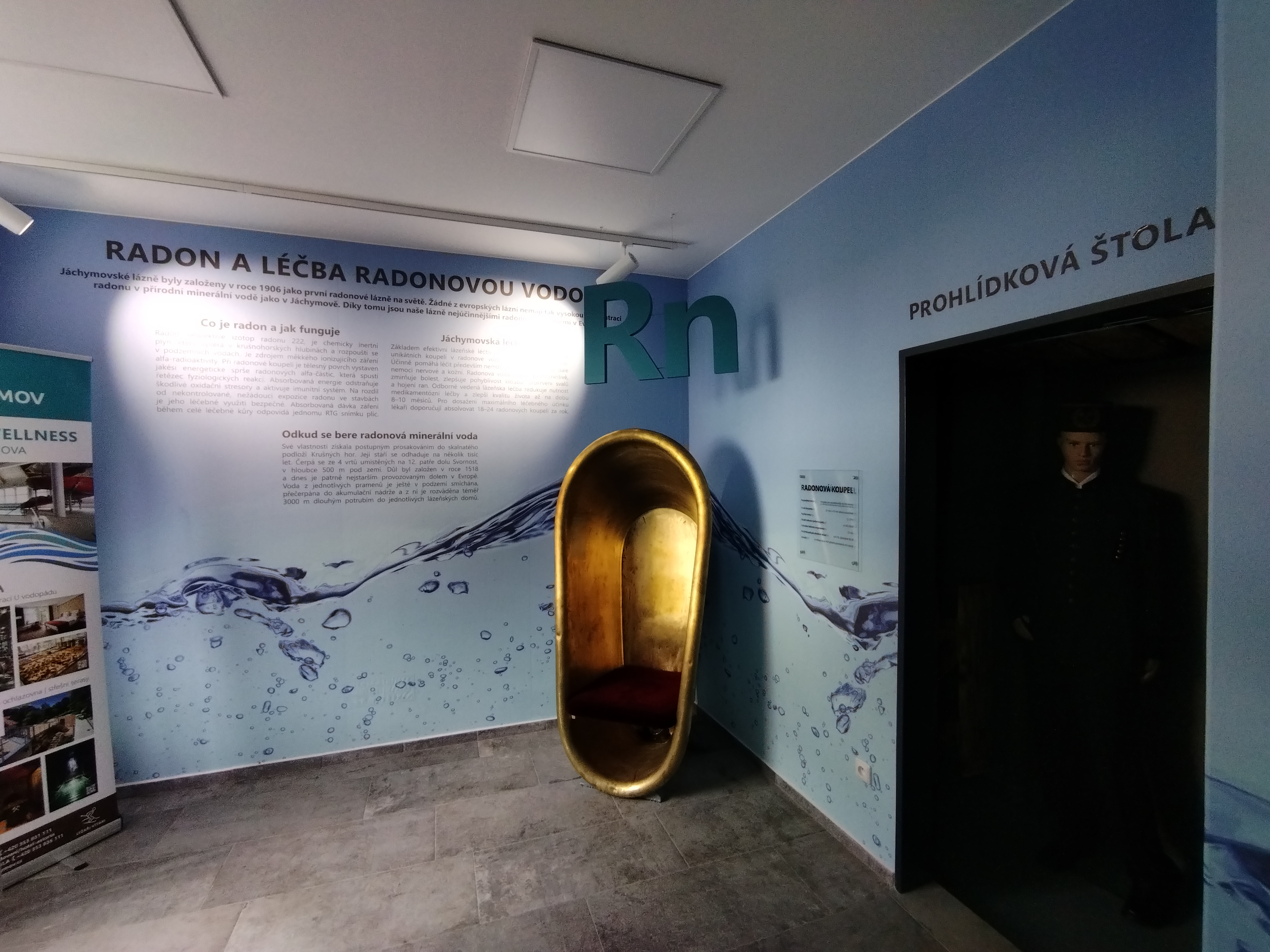
Informační centrum
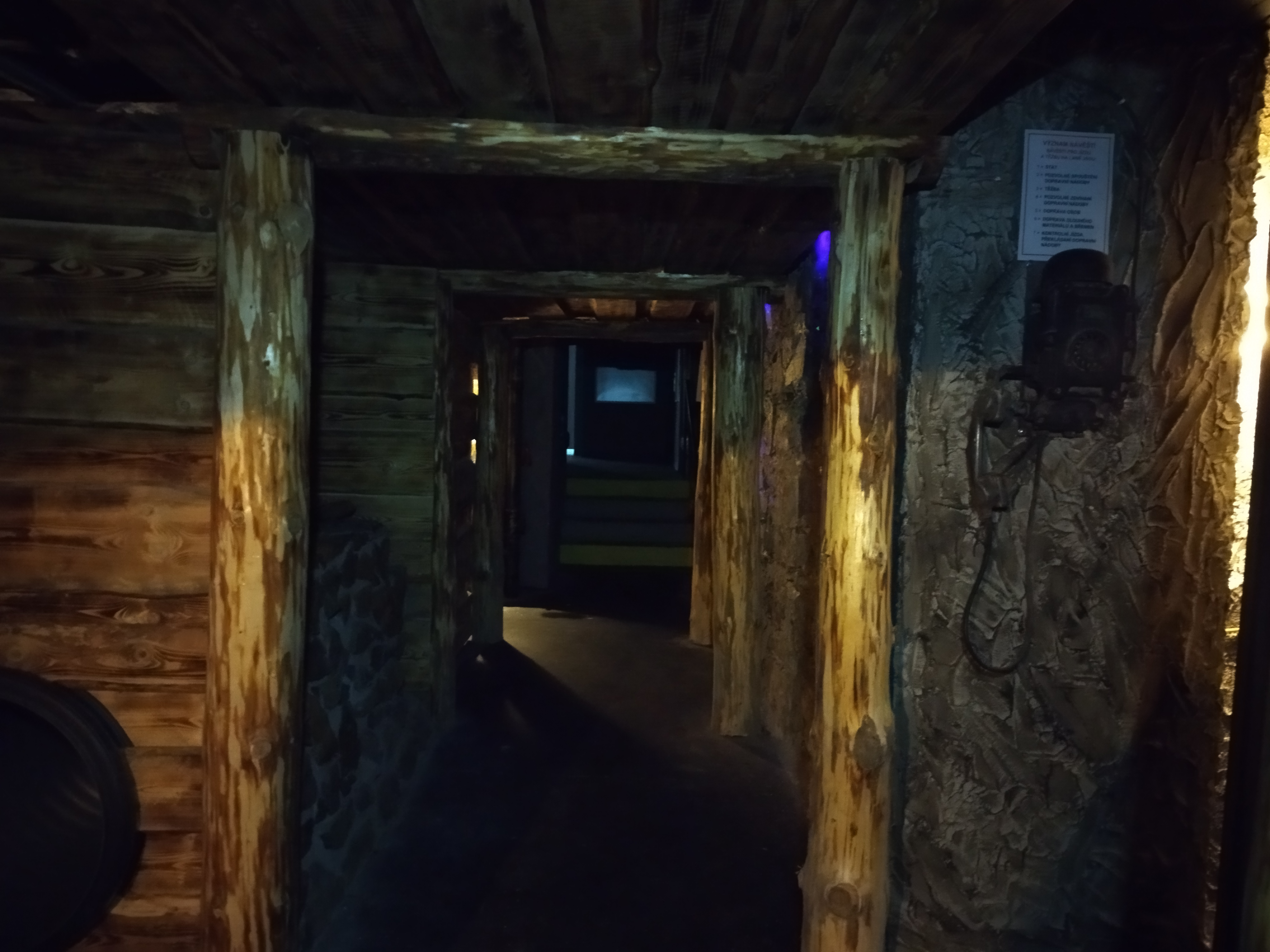
Prohlídková štola
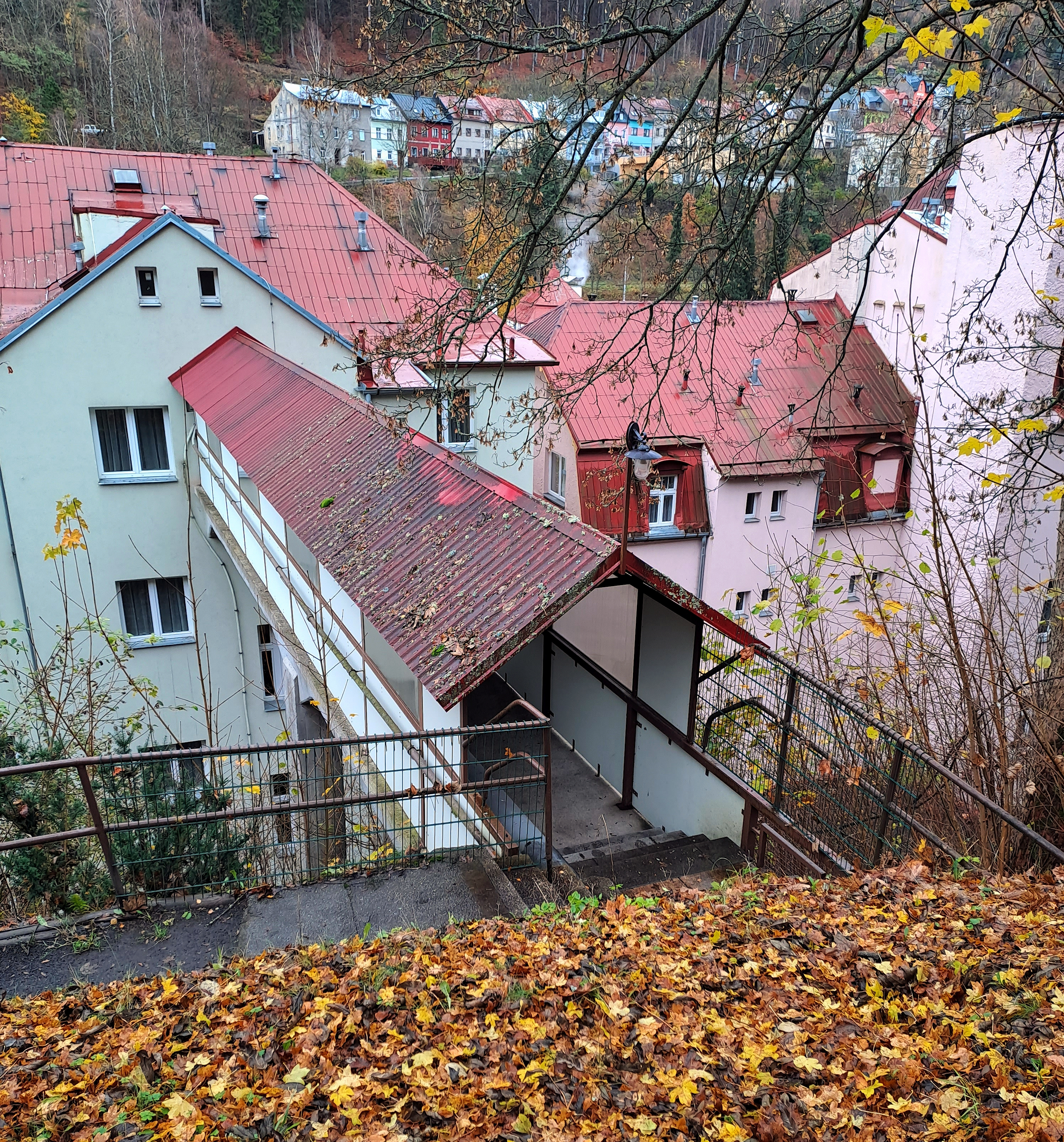
Krytá lávka do Astorie z Lidické ulice